# Теодор Парсакутен
Теодор Парсакутен ( грч. Θεόδωρος Παρσακουτηνός   ) је био византијски генерал 960-их година и сестрић цара Нићифора II Фоке .

## Живот
Презиме породице (погрешно написано Παρσακουντηνος, Парсакоунтен, у неким рукописима) потиче од локалитета „Парсакоуте“ (Παρσακουτη). Његов отац, Теодул Парсакутен, оженио се женом из моћне породице Фока, очигледно ћерком генерала Варде Фоке Старијег, оца генерала и будућег цара Нићифора II Фоке (владао 963–969). Теодор је имао два (вероватно млађа) брата, Варду и Нићифора . 
Теодор се први пут помиње 962. године, када је имао чин патрикија и положај стратега неименоване теме . Он је извршио напад на Хамданидске области око Манбија са снагама од 1.000 (према Абу Фирасу ) или 1.300 (према Ибн Зафиру ) јахача. Локални хамданидски гувернер, Абу Фирас, повео је снаге од 70 војника са којима је поразио одред Теодорових људи, повративши заузету пљачку, али по повратку у Манбиџ, Абу Фирас је заробљен и доведен као заробљеник у Цариград .  Теодор је покушао да његов затвореник, рођак Хамданидског емира из Алепа, Саиф ал-Давла, буде замењен за свог оца и једног од његове браће, ухваћен у Хадату 954. године, али очигледно безуспешно све до 966. године, када су Абу Фирас и други арапски заробљеници размењени за Византијце које су држали Хамданида. 
Убрзо након тога, у децембру 962, Нићифор Фока, тада још увек главни командант ( Доместик схола ) византијске војске, напредовао је на Алеп, заузевши доњи град, али не и цитаделу, која је наставила да пружа отпор. Теодор се вероватно може идентификовати као неименовани Фокин сестрић који је на сопствену иницијативу напао цитаделу, али га је убио војник Даиламита . Када је његова одсечена глава донета Фоки, овај је наводно обезглавио 1.200 арапских затвореника. 
Ако није убијен 962. године, онда је вероватно учествовао заједно са својом браћом у неуспешној побуни њиховог рођака Варде Фоке Млађег 970. против цара Јована I Цимискија (р. 969–976). Парсакоутени су покушали да прикупе подршку Фоки у Цезареји, али су га напустили чим се приближила царска војска под вођством Варде Склира . 